# Haliotis corrugata
Haliotis corrugata är en snäckart som beskrevs av W. Wood 1828. Haliotis corrugata ingår i släktet Haliotis och familjen Haliotididae. Inga underarter finns listade i Catalogue of Life.

## Bildgalleri

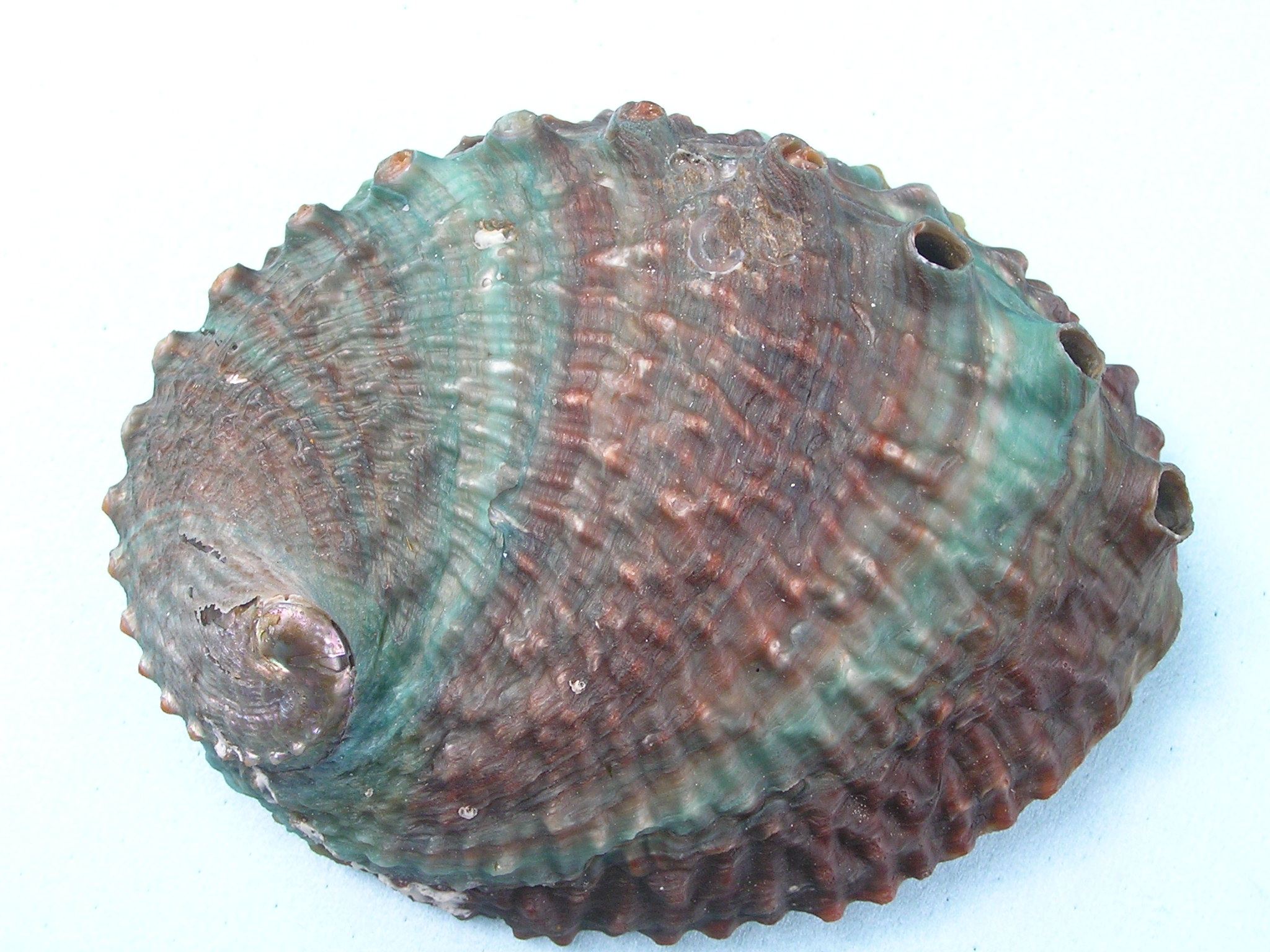